# 대구 동구 연쇄 살인 사건
대구 동구 연쇄살인 사건(大邱 東區 連鎖殺人事件)은 21세 이승수가 1997년 2월 20일에 대한민국 대구광역시 동구에서 4명을 살인한 사건이다.
범인 이승수(당시 21세)는 1997년 2월 20일 오후 9시 경, 대구광역시 동구 동대구역 근처에서 김 모(당시 27세)를 만나 술을 마신 뒤 11시 10분쯤 자리에서 일어나, 동구 신암동 김씨 집으로 가서 잠을 자던 중, 김씨가 자신의 몸을 더듬는데 대해 격분하여 김씨를 흉기로 살해한 후 8만원을 빼앗았으며, 25분 뒤 김씨 집에서 약 50여m 정도 떨어진 모 분식점으로 들어가 "식사 되느냐"고 묻자, 분식점 종업원 이 모양(당시 18세)이 "식사 안 된다"라고 말하자 불쾌하다는 이유로 이 양을 살해했다. 이승수는 40여분 뒤인 2월 21일 0시 30분 경, 2차 범행장소에서 1km정도 떨어진 신암3동 신암교회 앞에서 새벽기도하러 가는 60대 여성의 가방을 빼앗으려 하다가 반항하자, 흉기로 살해하고 7만원을 탈취하는 등 대구 동구 지역에서 4차례에 걸쳐서 4명을 살해하고 20여만 원을 훔쳤다. 살인죄로 사형이 확정되어 현재도 복역 중이다.

## 범행 동기
범인 이승수는 불과 1시간 동안 자신을 언짢게 했다는 것과 불쾌하다는 이유 및 용돈을 마련하기 위해서 3명을 연달아 살해했다고 진술해 충격을 던져줬다.

## 관련 기사
- 대구(大邱) 4명 연쇄살인 20대(代) 검거 1시간만에 3명 "짐승의 시간"
- "자포자기 상태 연쇄살인"